# Грачёва, Светлана Геннадьевна
Светлана Геннадьевна Грачева (22 января 1978; Махачкала, Дагестанская ССР, РСФСР, СССР) — российская женщина-борец вольного стиля, трёхкратная чемпионка России, бронзовый призёр Кубка мира, мастер спорта России международного класса, тренер по женской борьбе.

## Биография
Первоначально Грачёва занималась дзюдо — как говорится, для себя, для здоровья, не собиралась ездить на соревнования. Но в 1993 году когда в группу закрыли, подруги посоветовали Светлане вместе с ней перейти в борьбу. Тренировалась в ШВСМ у Касума Насрудинова. В марте 1997 года выиграла чемпионат России. В том же году выиграла чемпионат России среди молодёжи. В 1998 году вновь стала чемпионкой России. В 2001 году в составе сборной России стала бронзовым призёром Кубка мира. В 2005 году в третий раз выиграла чемпионат России. После окончания спортивной карьеры работает тренером, среди её воспитанниц: Милана Дадашева, Милей Азизова, Хаджижат Муртузалиева и другие.

## Спортивные результаты
- Чемпионат России по женской борьбе 1997 — ;
- Чемпионат Европы по борьбе 1997 — 8;
- Чемпионат Европы по борьбе среди юниоров 1997 — ;
- Чемпионат Европы по борьбе среди юниоров 1998 — ;
- Чемпионат России по женской борьбе 1998 — ;
- Кубок мира по борьбе 2001 (команда) — ;
- Кубок мира по борьбе 2001 — 5;
- Кубок мира по борьбе 2003 — 5;
- Чемпионат России по женской борьбе 2005 — ;

## Личная жизнь
В 1995 году окончила махачкалинскую школу № 28. В 1999 году окончила Дагестанский государственный педагогический университет. Есть сын 2005 года рождения. 